# Párvatí

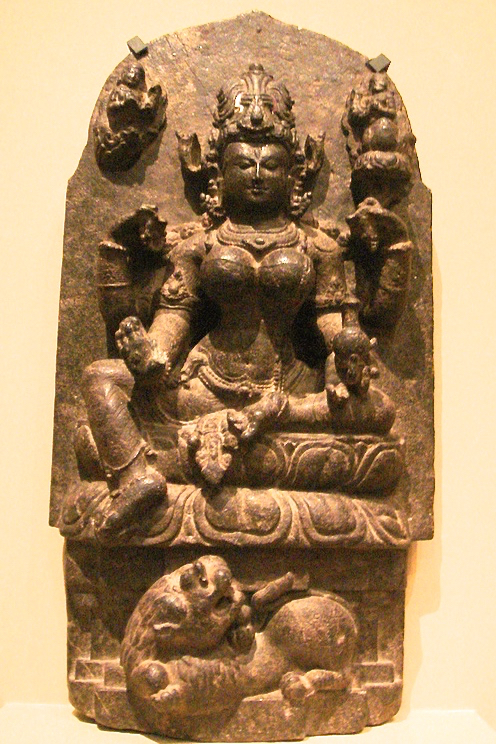
Socha Párvatí ze 12. století

Párvatí (sanskrt: पार्वती Pārvatī; doslova: „horská“) je hinduistická bohyně, manželka boha Šivy, jehož energii (šakti) ztělesňuje. Objevila se jako převtělení Satí, předchozí Šivovy choti, a – stejně jako Ganga – je dcerou krále Himavána (též přepisováno jako Himavant), tj. božské personifikace pohoří Himálaj. Šiva často podléhá její kráse a spočívá s ní v náruživém dlouhém objetí; silný erotický aspekt tohoto vztahu se projevil v uctívání Párvatí zejména v některých tantrických kultech. Bývá rovněž zvána Umá („světlo“) či Šakti („moc“).